# 1.º governo da ditadura militar (Portugal)
O 1.º governo da Ditadura portuguesa, nomeado a 30 de maio de 1926, na sequência do golpe de 28 de maio de 1926, e exonerado a 17 de junho do mesmo ano, foi liderado por José Mendes Cabeçadas. Até 3 de junho, o governo foi constituído por Mendes Cabeçadas, Armando da Gama Ochoa e Manuel Gomes da Costa, sendo depois remodelado.
A sua constituição era a seguinte:
| Cargo                               | Detentor | Detentor                                                    | Período                                   |
| ----------------------------------- | -------- | ----------------------------------------------------------- | ----------------------------------------- |
| Presidente do Ministério            |          | José Mendes Cabeçadas (1883–1965)                           | 30 de maio de 1926 a 17 de junho de 1926  |
| Ministro do Interior                |          | José Mendes Cabeçadas (não empossado; interino) (1883–1965) | 30 de maio de 1926 a 1 de junho de 1926   |
| Ministro do Interior                |          | Armando da Gama Ochoa (não empossado) (1877–1941)           | 1 de junho de 1926 a 3 de junho de 1926   |
| Ministro do Interior                |          | José Mendes Cabeçadas (interino) (1883–1965)                | 3 de junho de 1926 a 17 de junho de 1926  |
| Ministro da Justiça e dos Cultos    |          | José Mendes Cabeçadas (interino) (1883–1965)                | 30 de maio de 1926 a 1 de junho de 1926   |
| Ministro da Justiça e dos Cultos    |          | José Mendes Cabeçadas (1883–1965)                           | 1 de junho de 1926 a 3 de junho de 1926   |
| Ministro da Justiça e dos Cultos    |          | Manuel Rodrigues (1889–1946)                                | 3 de junho de 1926 a 17 de junho de 1926  |
| Ministro das Finanças               |          | José Mendes Cabeçadas (interino) (1883–1965)                | 30 de maio de 1926 a 1 de junho de 1926   |
| Ministro das Finanças               |          | José Mendes Cabeçadas (1883–1965)                           | 1 de junho de 1926 a 3 de junho de 1926   |
| Ministro das Finanças               |          | António de Oliveira Salazar (1889–1970)                     | 3 de junho de 1926 a 17 de junho de 1926  |
| Ministro da Guerra                  |          | José Mendes Cabeçadas (interino) (1883–1965)                | 30 de maio de 1926 a 1 de junho de 1926   |
| Ministro da Guerra                  |          | Manuel Gomes da Costa (não empossado) (1863–1929)           | 1 de junho de 1926 a 3 de junho de 1926   |
| Ministro da Guerra                  |          | Manuel Gomes da Costa (1863–1929)                           | 3 de junho de 1926 a 17 de junho de 1926  |
| Ministro da Marinha                 |          | José Mendes Cabeçadas (1883–1965)                           | 30 de maio de 1926 a 3 de junho de 1926   |
| Ministro da Marinha                 |          | Jaime Afreixo (1867–1942)                                   | 3 de junho de 1926 a 17 de junho de 1926  |
| Ministro dos Negócios Estrangeiros  |          | José Mendes Cabeçadas (interino) (1883–1965)                | 30 de maio de 1926 a 1 de junho de 1926   |
| Ministro dos Negócios Estrangeiros  |          | Armando da Gama Ochoa (não empossado) (1877–1941)           | 1 de junho de 1926 a 3 de junho de 1926   |
| Ministro dos Negócios Estrangeiros  |          | Óscar Carmona (1869–1951)                                   | 3 de junho de 1926 a 17 de junho de 1926  |
| Ministro do Comércio e Comunicações |          | José Mendes Cabeçadas (interino) (1883–1965)                | 30 de maio de 1926 a 1 de junho de 1926   |
| Ministro do Comércio e Comunicações |          | José Mendes Cabeçadas (1883–1965)                           | 1 de junho de 1926 a 3 de junho de 1926   |
| Ministro do Comércio e Comunicações |          | Ezequiel de Campos (interino; não empossado) (1874–1965)    | 3 de junho de 1926 a 5 de junho de 1926   |
| Ministro do Comércio e Comunicações |          | Adolfo Pina (não empossado) (1865–1943)                     | 5 de junho de 1926 a 11 de junho de 1926  |
| Ministro do Comércio e Comunicações |          | Abílio Passos e Sousa (1881–1966)                           | 11 de junho de 1926 a 17 de junho de 1926 |
| Ministro das Colónias               |          | José Mendes Cabeçadas (interino) (1883–1965)                | 30 de maio de 1926 a 1 de junho de 1926   |
| Ministro das Colónias               |          | Manuel Gomes da Costa (não empossado) (1863–1929)           | 1 de junho de 1926 a 3 de junho de 1926   |
| Ministro das Colónias               |          | Manuel Gomes da Costa (interino) (1863–1929)                | 3 de junho de 1926 a 17 de junho de 1926  |
| Ministro da Instrução Pública       |          | José Mendes Cabeçadas (interino) (1883–1965)                | 30 de maio de 1926 a 1 de junho de 1926   |
| Ministro da Instrução Pública       |          | Armando da Gama Ochoa (não empossado) (1877–1941)           | 1 de junho de 1926 a 3 de junho de 1926   |
| Ministro da Instrução Pública       |          | Joaquim Mendes dos Remédios (1867–1932)                     | 3 de junho de 1926 a 17 de junho de 1926  |
| Ministro da Agricultura             |          | José Mendes Cabeçadas (interino) (1883–1965)                | 30 de maio de 1926 a 1 de junho de 1926   |
| Ministro da Agricultura             |          | Manuel Gomes da Costa (não empossado) (1863–1929)           | 1 de junho de 1926 a 3 de junho de 1926   |
| Ministro da Agricultura             |          | Ezequiel de Campos (não empossado) (1874–1965)              | 3 de junho de 1926 a 5 de junho de 1926   |
| Ministro da Agricultura             |          | Felisberto Pedrosa (1862–1937)                              | 5 de junho de 1926 a 17 de junho de 1926  |